# Warhaus
Warhaus – solowy projekt muzyczny multiinstrumentalisty i wokalisty Maartena Devoldere, jednego z liderów belgijskiego zespołu Balthazar. Warhaus zadebiutował w 2016 roku albumem We Fucked a Flame Into Being, którego tytuł nawiązuje do powieści D.H. Lawrence'a Kochanek lady Chatterley. Muzyka Warhaus oscyluje w klimatach indie i rocka alternatywnego, z elementami melancholii i dekadencji. Teksty często podejmują tematy pasji, miłości i przemijania.
Projekt pozwala Devoldere na bardziej osobiste eksploracje artystyczne niż jego praca z Balthazarem. Warhaus zdobył uznanie dzięki swojemu unikalnemu brzmieniu oraz emocjonalnej głębi i jest aktywny na międzynarodowej scenie muzycznej, grając koncerty w całej Europie, w tym w Polsce na festiwalach Inside Seaside i Open'er.

## Dyskografia
| Kategoria | Tytuł                        | Rok wydania | Label           |
| --------- | ---------------------------- | ----------- | --------------- |
| Albumy    | We Fucked a Flame Into Being | 2016        | PIAS Recordings |
|           | Warhaus                      | 2017        | PIAS Recordings |
|           | Ha Ha Heartbreak             | 2022        | PIAS Recordings |
|           | Karaoke Moon                 | 2024        | PIAS Recordings |
| Single    | The Good Lie                 | 2016        | PIAS Recordings |
|           | I'm Not Him                  | 2016        | PIAS Recordings |
|           | Bruxelles                    | 2016        | PIAS Recordings |
|           | Memory                       | 2016        | PIAS Recordings |
|           | Beaches                      | 2017        | PIAS Recordings |
|           | Love's a Stranger            | 2017        | PIAS Recordings |
|           | Mad World                    | 2017        | PIAS Recordings |
|           | Everybody                    | 2017        | PIAS Recordings |
|           | Open Window                  | 2022        | PIAS Recordings |
|           | It Had to Be You             | 2022        | PIAS Recordings |
|           | Desire                       | 2022        | PIAS Recordings |
|           | Time Bomb                    | 2022        | PIAS Recordings |
|           | When I Am With You           | 2022        | PIAS Recordings |
|           | Popcorn (ft. Sylvie Kreusch) | 2023        | PIAS Recordings |
|           | Where the Names Are Real     | 2024        | PIAS Recordings |
|           | No Surprise                  | 2024        | PIAS Recordings |